# Dinarolacerta
Dinarolacerta ist eine Gattung der Echten Eidechsen, die mit zwei Arten im südlichen Kroatien (nördlich bis nach Split), im südlichen Bosnien und Herzegowina, in Montenegro und im äußersten Norden Albaniens vorkommt.

## Merkmale

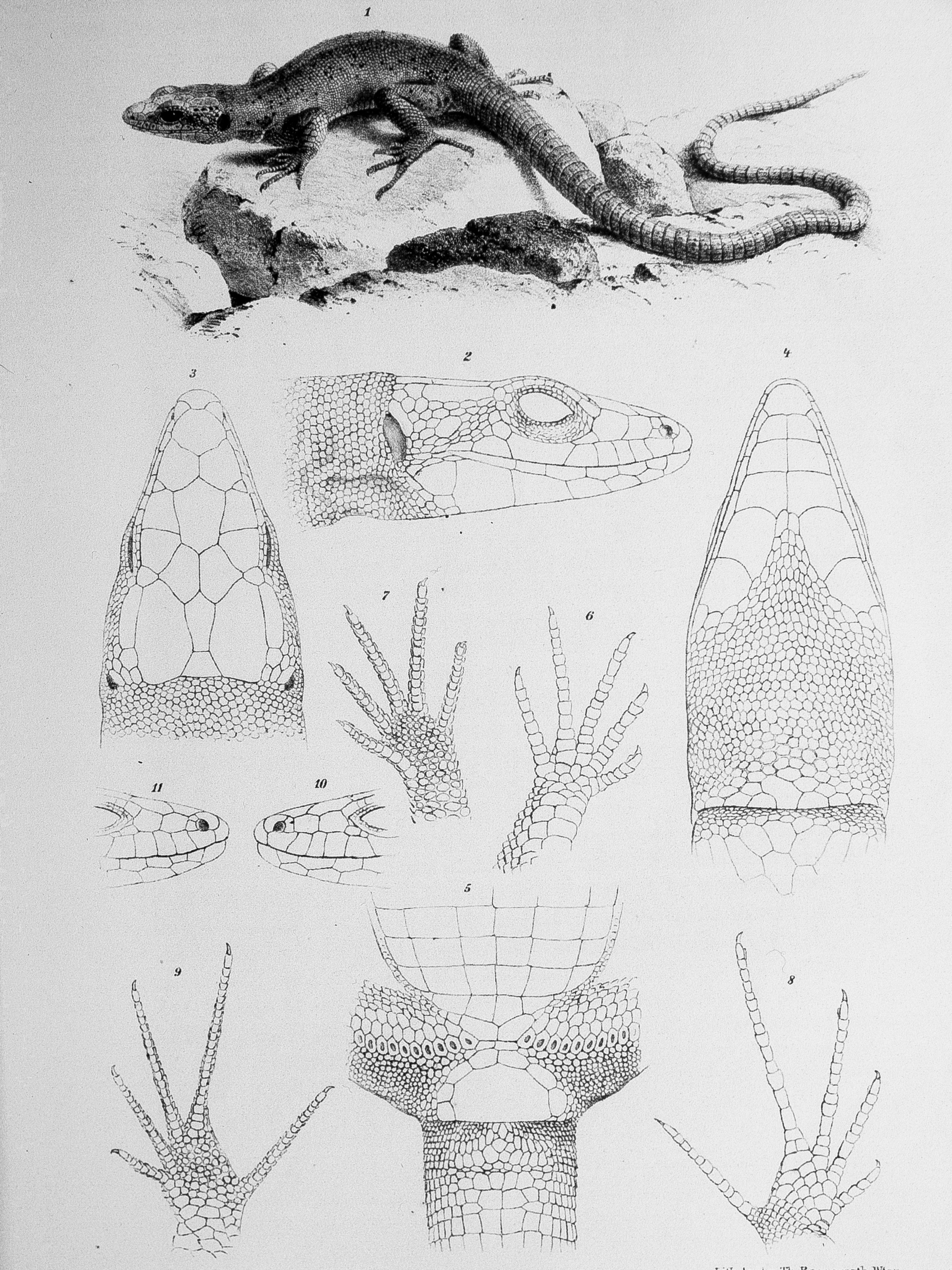
Lithographie Lacerta mosorensis, Annalen d. k.k. Naturhistorischen Museums Wien, Band 7, 1892

Dinarolacerta-Arten sind kleine Eidechsen, die eine Kopf-Rumpf-Länge von etwa 7 cm erreichen, und deutlich abgeflachte Köpfe und Körper besitzen. Der Geschlechtsdimorphismus hinsichtlich der Größe ist bei dieser Eidechsengattung nur gering. Auf der Prämaxillare sitzen neun Zähne, Flügelbeinzähne fehlen.
Sie sind im Allgemeinen bräunlich gefärbt mit Flanken die dunkler sind als der Rücken, und oft dunkleren Flecken und Punkten, auf dem Rücken, als Band entlang der Mittellinie des Rückens oder an den Körperseiten.
Die Bauchseite ist gelblich bis orange, mit einer blauen Fleckenreihe auf der äußersten Bauchschuppenreihe. Die Kehle hat die gleiche Farbe wie der Bauch und trägt dazu oft dunkle Flecke. Die bei vielen Eidechsen vorhandenen blauen Flecken auf der Schulterregion fehlen. Jungtiere besitzen die gleiche Körperfarbe wie die Ausgewachsenen, haben aber oft leuchtend grün oder blau gefärbte Schwänze.

## Lebensweise
Die beiden Dinarolacerta-Arten leben in den Bergen in felsigen Regionen mit häufigen Niederschlägen und sind mehr in schattigen Biotopen anzutreffen als die Dalmatinische Spitzkopfeidechse (Dalmatolacerta oxycephala).
Während der Paarung verbeißt sich das Männchen in die Flanke des Weibchens. Ein Gelege umfasst meist vier, seltener bis zu acht Eier. Die Embryos in frisch gelegten Eiern sind schon weit entwickelt und schlüpfen schon nach 17 bis 20 Tagen, während sie bei den meisten kleineren Eidechsenarten 40 oder mehr Tage dazu brauchen.

## Taxonomie
Die Gattung wurde 1921 erstmals von R. Mertens zusammen mit anderen europäischen Gebirgseidechsen aus der Gattung Lacerta in eine neue Gattung namens Archaeolacerta überführt. Die Merkmale der sogenannten „Arcaolacerten“ – insbesondere der abgeflachte Körper und Kopf – wurden als ökomorphologische Anpassungen an Gebirgs- und Felslebensräume interpretiert. Die Gattung wurde aber aufgrund von molekulargenetischen Merkmalen ausgegliedert.
2009 berichteten Pavlicev und Mayer, dass die Gattung Dinarolacerta aufgrund der untersuchten Gene mit den Kieleidechsen (Algyroides) nächstverwandt ist. Eine weitere Untermauerung dieses Befundes wurde von Podnar u. a. (2014) erbracht. Dabei stellten sich überraschenderweise die Kieleidechsen als paraphyletisch heraus, da die Gattung Dinarolacerta im Phylogenetischen Baum innerhalb der Kieleidechsen abzweigt. Die Verwandtschaftsverhältnisse sind jedoch noch nicht abschließend abgeklärt.
Würde sich die paraphyletische Gruppierung der Kieleidechsen mit der Gattung Dinarolacerta weiterhin bestätigen, so müssten Dinarolacerta-Arten in Algyroides neu eingeordnet werden. Dabei zeigt sich in den Kieleidechsen eine westliche (Algyroides fitzingeri + A. marchii) und eine östliche (A. moreoticus + A. nigropunctatus) genetische Gruppe, die mit den Verbreitungsarealen der vier Arten zusammenfällt. Demnach sind die Arten der Gattung Dinarolacerta auch näher mit der östlichen Gruppe der Kieleidechsen verwandt als die westlichen Kieleidechsen mit den östlichen Kieleidechsen.
Allgemein wurden die reliktischen Populationen im Areal von Dinarolacerta als genetisch heterogen festgestellt. Die einzelnen Populationen in dem stark zergliederten Areal sind durch acht sehr deutlich ausgeprägte Haplotypen vertreten, die untereinander keine distinktiven Kladen bilden. Diese Populationen zeigen eine ähnliche oder stärkere Varietät der untersuchten Gene als dies bei anderen in ihren Merkmalen stark variierenden mediterranen Eidechsen der Fall ist, so z. B. bei der über zahlreiche Inseln in zwanzig Unterarten verbreiteten Adriatischen Mauereidechse (Podarcis melisellensis). Demnach könnte sich laut Arnold u. a. für die Artenzahl innerhalb der Gattung Dinarolacerta noch eine Veränderung ergeben.

## Arten
- Montenegro-Spitzkopfeidechse (Dinarolacerta montenegrina Ljubisavljevi, Arribas, Duki & Carranza, 2007)[5][6]
- Mosoreidechse (Dinarolacerta mosorensis (Kolombatovic, 1886))